# La Mosca Tsé-Tsé
I La Mosca Tsé-Tsé sono un gruppo ska argentino.
La band si forma ufficialmente nel 1995, tuttavia tutti i suoi componenti erano già attivi dal 1990 con il nome di Raggae and Roll band, con cui cantavano in chiave raggae, rock and roll e salsa canzoni popolari del zona di Ramallo vicino a Buenos Aires. Quello che diventerà successivamente il cantante della band, Guillelmo Novellis, invece suonava nei Damas Gratis, da non confondere con il più famoso gruppo di cumbia con lo stesso nome.
Hanno raggiunto il massimo successo mondiale con il brano Para no verte más, contenuto nell'album Vísperas de carnaval, e che in Italia ha raggiunto il 4º posto nella classifica dei singoli nel 2000. Altrettanto famosi nei paesi ispanofoni sono i brani Yo te quiero dar, Chá Chá Chá, Todos tenemos un amor, Te quiero comer la boca, Baila para mí, Muchachos, esta noche me emborracho, 
L'11 novembre 2020 il membro della band Adrián Cionco muore di arresto cardiaco.
Durante il Campionato mondiale di calcio 2022 svolti in Qatar adattarono e successivamente registrarono la canzone Muchachos, ahora nos volvimos a ilusionar, che altro non è che il loro precedente brano Muchachos, esta noche me emborracho, con il testo modificato per l'occasione e già cantato negli anni precedenti dalla tifoseria del Racing con lo scopo di celebrare l'Argentina. Il brano contiene riferimenti a Diego Armando Maradona e Lionel Messi. 

## Formazione

### Attuale
- Guillermo Novellis (Voce)
- Martin Cardoso (Chitarra)
- Walter Cortagerena (Seconda chitarra, percussioni, cori)
- Pablo "Chivia" Tisera (Prima tromba)
- Raúl Mendoza (Tromba e cori)
- Julio Clark (Sassofono)
- Marcelo Lutri (Trombone)
- Fernando Castro (Batteria)
- Mariano Balcarce (Percussioni e cori)
- Sergio Cairat (Tastiere, piano acustico e cori)

### Ex membri
- Adrian Cionco (Basso e cori) (1995 - 2020†)[2][3]

## Discografia[4]
- 1998 - Corazon Antarcticos
- 1999 - Vísperas de carnaval
- 2001 - Buenos muchachos
- 2003 - Tango Latino
- 2004 - Biszzzzes
- 2008 - El Regreso (La fiesta continua)
- 2011 - Como Cachetada de Loca
- 2011 - Moskids: Grandes Canciones para Chicos